# Lluís Orriols
Lluís Orriols Galve (Barcelona, diciembre de 1977) es un politólogo español, doctor por la Universidad de Oxford y profesor de la Universidad Carlos III de Madrid. Su campo principal de estudios es el comportamiento político y electoral. Sus investigaciones se han publicado en numerosas revistas académicas y sus artículos aparecen regularmente en la prensa. Es colaborador habitual en tertulias políticas como Al Rojo Vivo en La Sexta, y La Hora de La 1 en RTVE.

## Obra publicada
- 2023: Democracia de trincheras. ISBN 978-84-1100-132-8
- 2014: Cataluña en la encrucijada: las elecciones catalanas de 2012. ISBN 978-84-15948-85-8.
- 2014: Elecciones generales 2011. Centro de Investigaciones Sociológicas. ISBN 978-84-7476-637-0.
- 2011: Ciència política per a principiants. UOC. ISBN 978-84-9029-057-6.